# Vincenzo Baggioli
Vincenzo Baggioli (1909-1969) est un journaliste et éditeur italien qui est surtout connu comme scénariste de bande dessinée co-créateur en 1937 avec le dessinateur Carlo Cossio de Dick Fulmine, une série policière d'inspiration fasciste extrêmement populaire publiée dans L'Audace. Après 1945, il se consacre principalement au journalisme sportif et à l'édition.